# Хайров, Рашид Рифатович
Рашид Рифатович Хайров (род. 19 мая 1961, Колышлей, Пензенская область) — менеджер, предприниматель, основатель и совладелец Группы «Дамате».
Кандидат экономических наук (2003). Заслуженный работник пищевой индустрии РФ (2004).

## Образование и карьера
Рашид Рифатович Хайров родился 19 мая 1961 года в посёлке Колышлей Пензенской области.
Мама, Маршида Айнуловна, — учитель.
Отец, Рифат Салимжанович, руководил районным обществом потребкооперации.
В 1983 году Хайров окончил Московский технологический институт мясной и молочной промышленности по специальности «Технология мяса и мясопродуктов». После вуза служил в армии.
В 1985 году Хайров начал работать мастером на мясоптицекомбинате «Пензенский».
В 1997 году на общем собрании акционеров трудовой коллектив избрал его генеральным директором.
В 1998 году «Пензенский» вошёл в состав АПК «Черкизовский», одного из крупнейших мясоперерабатывающих предприятий в стране. Через год комбинат стал генеральным поставщиком говядины в сеть ресторанов быстрого питания «МакДональдс», который известен самыми жёсткими требованиями к качеству и безопасности сырья.
В 2003 году Хайров защитил диссертацию на тему «Повышение конкурентоспособности продукции предприятий мясной промышленности на основе внедрения систем качества» и стал кандидатом экономических наук.
К 2008 году на мясоптицекомбинате завершили полномасштабную реконструкцию. Общие объёмы производства выросли в 22 раза. Рашид Хайров превратил типично советское предприятие в мощный, процветающий бизнес, писали местные СМИ.

## Бизнес
В начале 2011 года Рашид Хайров возглавил «Русскую молочную компанию» («Русмолко»). В Пензенской области компания построила современные молочные комплексы.
В начале 2012 года «Русмолко» вступила в стратегическое партнёрство с глобальной корпорацией Olam International. Стороны объявили о намерении создать крупное молочное хозяйство с объёмом инвестиций в $400 млн. Сингапурская Olam International получила 75 % бизнеса в обмен на 100 млн долларов в уставный капитал.
В июне 2012 года Рашид Хайров и его партнёр Наум Бабаев учредили компанию «Дамате». Запустив в том же году проект по производству мяса индейки, «Дамате» по итогам 2016 года вышла на первое место в России по производству индюшатины, выпустив 60 800 тонн мяса в убойном весе (данные Agrifood Strategies и Росптицесоюза). В том же году Ассоциация менеджеров России и издательский дом «Коммерсант» включили Рашида Хайрова в рейтинг ТОП-1000 Российских менеджеров.
В 2018 году компания произвела 88 000 тонн, в следующем году — более 130 000 тонн индейки в убойном весе. В конце 2019 года Рашид Хайров объявил о фактическом завершении проекта, рассчитанного на расширение производства до 155 000 тонн мяса индейки в год. Эксперты называют «Дамате» одним из «лидеров отрасли».
По результатам 2016 года авторитетный журнал «Агроинвестор» включил Группу «Дамате» в свой рейтинг 25 крупнейших производителей мяса в России. По итогам 2018 года компания заняла в рейтинге 20-е место. По оценке Agrifood Strategies, в 2018 году на долю «Дамате» приходилось 34 % всей индейки на российском рынке.
В рейтинге «Эксперта» «50 крупнейших компаний АПК России-2019» Группа заняла 24-место (25-е место по итогам 2017 года).
С конца 2018 года «Дамате» реализует проект по производству мяса баранины и полуфабрикатов в Ставропольском крае. «Баранина очень схожа по целевой аудитории с индейкой», — объяснил Хайров интерес компании к данному направлению. В ноябре 2019 года местный телеканал сообщил о завозе первой партии овец высокоценных пород .
Помимо этого, «Дамате» развивает вертикальную интеграцию и наращивает мощности по глубокой переработке мяса. В мае 2019 год она ввела в эксплуатацию завод по переработке до 155 тысяч тонн мяса индейки в год в 90 км от Пензы. Это одно из крупнейших предприятий в Европе, отмечали российские и иностранные СМИ. Осенью того же года компания запустила комбикормовый завод и элеватор в Пензенской области и объявила о строительстве завода по выпуску полуфабрикатов в Ленинградской области.
В 2019 году «Дамате» в числе первых десяти компаний из России получила разрешение на экспорт мяса птицы в Китай, рынок которого с 2005 года был закрыт для российских производителей из-за вспышек птичьего гриппа. Помимо Китая, Группа экспортирует свою продукцию в более чем 20 стран.
С 2016 года «Дамате» при участии Danone реализует проект по производству молока в Тюменской области. Первое молоко получено в марте 2017 года. В репортаже «России-24» молочный комплекс «Дамате» был назван «одним из крупнейших в стране». В июле 2019 года он получил статус племенного репродуктора по разведению коров голштино-фризской породы.
В СМИ встречаются различные данные о структуре собственности. По данным газеты «Ведомости», Наум Бабаев и Рашид Хайров владеют ГК «Дамате» в равных долях.

## Семья и общественная деятельность
Рашид Хайров женат, у него двое сыновей.
В 2019 году Хайров вошёл в общественный совет благотворительного проекта «Новые берега», реализуемого как альтернатива психоневрологическим интернатам для проживания людей с ограниченными возможностями. По информации «Русфонда», компания «Дамате» является одним из основных спонсоров проекта.
Хайров занимается общественной деятельностью, связанной с сохранением национальных традиций татарского народа. Он удостоен звания «Заслуженный работник пищевой индустрии РФ»(2004), золотой медали «За вклад в развитие агропромышленного комплекса России»(2011) и многочисленных наград. В 2018 году ему присвоили звание «Почетный гражданин Пензенской области».